# Lucie Pinson

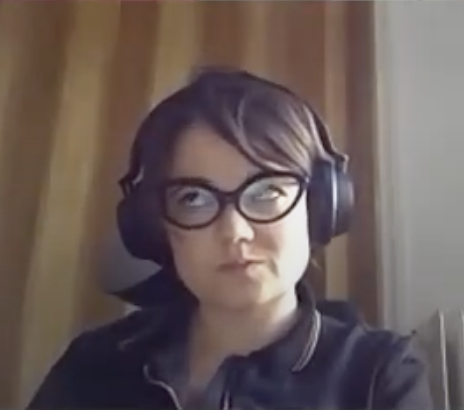
Lucie Pinson, 2021

Lucie Pinson (* 1985 in Nantes) ist eine französische Umweltaktivistin. Sie setzt sich dafür ein, dass Banken und Versicherungen nicht mehr in die Kohleindustrie investieren. Sie ist Gründerin und Leiterin der NGO Reclaim Finance und Trägerin des Goldman Environmental Prize 2020.

## Leben
Lucie Pinson wuchs in Nantes auf. Sie wurde während ihres Studiums in Südafrika auf die ökologischen und sozialen Probleme der Kohleförderung aufmerksam. Sie erwarb einen Bachelor in Geschichte und Politikwissenschaft an der Rhodes-Universität in Südafrika und einen Doppel-Master in Politikwissenschaft und Entwicklungspolitik an der Sorbonne Université in Paris. Während ihres Studiums beteiligte sie sich an der Organisation von G8- und G20-Gegengipfeln.
Von 2013 bis 2017 begann Lucie Pinson ihre Karriere als Kampagnenmanagerin für private Finanzen bei Les Amis de la Terre France. Dort konzentrierte sie sich auf die Kohleindustrie als den größten CO2-Produzenten der Welt. Lucie Pinsons Strategie richtet sich gegen die Finanzierung des Kohlesektors. Sie fordert Banken auf, ihre Investitionen in Unternehmen, die Kohle fördern, zu stoppen, zum Beispiel während der Hauptversammlungen der Aktionäre, indem sie „Name und Schande“ praktiziert. 2015 kündigten drei der größten französischen Banken Crédit Agricole, Société Générale und BNP Paribas an, dass sie ihre Investitionen in Unternehmen, die in der Kohleförderung tätig sind, reduzieren wollen. Bis 2020 haben mehr als 40 Banken und Versicherungsunternehmen ihre Unterstützung für den Bau von Minen und Kohlekraftwerken eingestellt.
Im Jahr 2020 gründete Pinson die Nichtregierungsorganisation Reclaim Finance. Diese NGO stellt Daten und Forschungsergebnisse für Institutionen des Finanzsektors bereit. Auf diese Weise hofft Reclaim Finance, Banken, Versicherer und Investoren zu beeinflussen, damit sie Investitionsentscheidungen treffen, die im besten Interesse des Planeten sind.

## Preise und Auszeichnungen
- 2020: Goldman Environmental Prize[12][2]
- 2023: The 100 Most Influential Leaders Driving Business to Real Climate Action des Time Magazins[13][14]